# Herbert Neubeck
Herbert Neubeck (* 30. März 1923 in Düsseldorf; † 21. April 1943 in der Strafanstalt Plötzensee, Berlin) war ein deutscher / staatenloser Apothekerlehrling und ein Opfer der NS-Kriegsjustiz.

## Leben und Tätigkeit
Neubecks Familie verließ Deutschland 1935 aufgrund der Repressionen, denen sie aufgrund ihrer jüdischen Abstammung, wie auch aufgrund der kommunistischen Gesinnung der Eltern, ausgesetzt war und siedelte nach Belgien über. Nach ihrer Emigration wurde der Familie die deutsche Staatsbürgerschaft aberkannt, so dass sie fortan staatenlos war. Der Vater, Hans Neudeck (* 28. Juni 1897 in Essen), starb 1940 an den Folgen einer Verletzung, die er sich im  Spanischen Bürgerkrieg zugezogen hatte, in dem er als Angehöriger der Internationalen Brigaden teilnahm, die auf Seiten der Republikaner gegen die faschistischen Armeen unter General Francisco Franco kämpften.
Neubeck begann in Brüssel eine Apothekerlehre. Im Mai 1940 wurde er von der belgischen Polizei verhaftet und in das französische Lager St-Cyprien verbracht, wo er einige Wochen interniert wurde. Nach der französischen Kapitulation gelang es ihm nach Belgien zurückzukehren. Dort knüpfte er – eher lose – Verbindungen zu einer sich aus belgischen Partisanen und politischen Flüchtlingen aus Deutschland zusammensetzenden Widerstandsgruppe, die sich gegen die deutsche Besatzung des Landes wie gegen das NS-System überhaupt wandte: Die Gruppe betrieb politische Aufklärungsarbeit unter den deutschen Besatzungstruppen und verbreitete antinazistische Klebezettel und Flugblätter. Neubeck nutzte seine Stellung als Apothekerlehrling, um Chlorkalium, Glyzerin und Jod zur Vorbereitung von Sabotageakten für die Gruppe zu besorgen, die man für die Herstellung von Spreng- und Brandstoffen nutzen wollte. Zu Aktionen mit diesen kam es aber nicht mehr.
Nachdem die führenden Köpfe der Gruppe, zu der Neubeck gehörte, Kurt Garbarini und Hermann Geisen, im August 1941 verhaftet worden waren, wurde auch er am 5. Dezember 1941 in Gewahrsam genommen.
Nach seiner Überführung nach Berlin wurde Neubeck knapp ein Jahr in verschiedenen Gefängnissen festgehalten und dann vor dem 2. Senat des Volksgerichtshofs wegen der Vorwürfe, im besetzten Belgien Vorbereitung zum Hochverrat und landesverräterische Feindbegünstigung begangen zu haben, angeklagt. In der Sitzung vom 2. Februar 1943 befand das Gericht ihn für schuldig und verurteilte ihn zum Tode.
Das Urteil gegen Neubeck beruhte auf komplizierten juristischen Konstruktionen, die der Spiegel 1960 als prägnantes Beispiel für die „stupenden […] Zusammendichtungen“, auf denen viele Urteile des Volksgerichtshofes basierten, ins Feld führte: So wurde ihm Hochverrat und Landesverrat gegen Deutschland zur Last gelegt, obschon er sich dieser Vergehen aufgrund des Umstandes, dass er kein deutscher Staatsbürger war und sich somit der Straftatbestände, die ihm zur Last gelegt wurden, gemäß der technischen Definition derselben eigentlich gar nicht schuldig machen konnte. Da zudem auch keine Beweise für eine Beteiligung seinerseits an den als hochverräterisch gekennzeichneten Handlungen bzw. der Vorbereitung derselben vorlagen, so dass er selbst wenn er Staatsbürger gewesen wäre aus Mangel an Beweisen nach traditioneller Rechtsauffassung nicht hätte verurteilt werden dürfen, behalf das Gericht sich mit einer weiteren Hilfskonstruktion: In der Urteilsbegründung wurde das Fehlen von greifbaren Beweisen für eine Mitwirkung an den hoch- und landesverräterischen Aktivitäten seiner Mitangeklagten durch die lapidare Feststellung für ausgeglichen erklärt, dass der Umstand, dass Neubeck sich nicht besonders aktiv an diesen beteiligt habe, daraus zu erklären sei, dass er den der „jüdischen Rasse“ „eigentümlichen Mangel an Mut“ aufweise und dass er somit, wenn er kein Jude wäre, die entsprechenden Taten begangen haben würde. Dass er Verbrechen, zu deren Begehung er die erforderliche Verbrechergesinnung aufgewiesen habe, aus Feigheit nicht begangen habe, sei kein Entlastungsgrund. Straferschwerend wurde zudem geltend gemacht, dass auch ohne das Vorliegen von Beweisen kein Zweifel an Neubecks Hass auf das nationalsozialistische Deutschland und seinem Wunsch dieses zu vernichten bestehen könne, was mit dem Hinweis begründet wurde, dass dieses doch „die Mindwertigkeit der jüdischen Rasse vor aller Welt dargestellt“ und so „den Anlass zur Emigration seiner Eltern herbeigeführt“ habe, wodurch sich zwingend Hass seinerseits auf den nationalsozialistischen Staat ergeben haben müsse.
Neubecks Hinrichtung – gemeinsam mit Geisen und Garbarini – durch das Fallbeil wurde am 21. Juni 1943 in der Strafanstalt Berlin-Plötzensee vollzogen. Sein Ankläger Bruchhaus war bis in die 1960er Jahre Staatsanwalt in Wuppertal.
Neubecks Mutter Anna (* 20. Juni 1900) und die jüngere Schwester Marianne (* 15. Juni 1924) starben 1943 im Vernichtungslager Auschwitz.

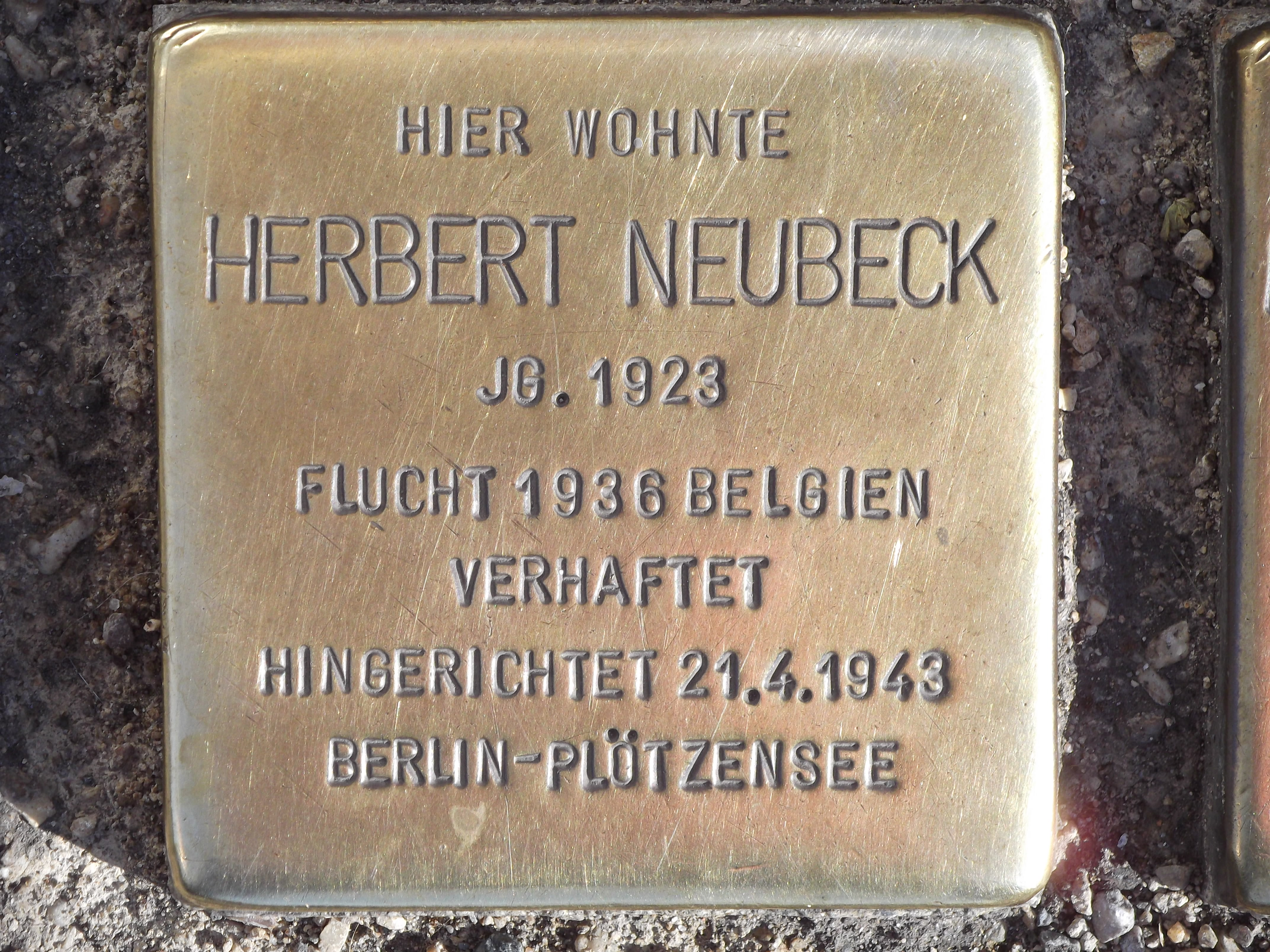
Stolperstein für Herbert Neubeck in Düsseldorf

1973 wurde eine metallene Gedenktafel für Neubeck in der Franz-Jacob-Straße (Ecke Karl-Lade-Straße) in Berlin eingeweiht. Diese wurde 1996 entwendet und ist seither verschollen. In Düsseldorf finden sich seit dem 25. Januar 2007 vier Stolpersteine vor dem Haus Reisholzer Straße 26, die an Neubeck, seine Eltern und seine Schwester erinnern.